# Herrgårdsgölen
Herrgårdsgölen är en sjö i Ödeshögs kommun i Östergötland och ingår i Motala ströms huvudavrinningsområde.